# Calné
Calné (em hebraico: כִּלגֵה; romaniz.: Cal' neh; em grego clássico: Χαλάννη) foi uma das quatro cidades fundadas por Ninrode, de acordo com o livro de Gênesis 10:10 da Bíblia. Sua identidade é incerta e permanece um mistério. 

O verso em questão na Bíblia diz a respeito:
"E o princípio do seu (de Ninrode) reino foi Babel, Ereque, Acádia e Calné, na terra de Sinar." 
Alguns eruditos propõem que isto, na realidade, não é um nome próprio, mas simplesmente a palavra hebraica que significa "todos eles".

## Identificação
Calné foi tradicionalmente identificada com Ctesifonte, como nos escritos de Jerônimo (Questões hebraicas em Gênesis, cap. 390). Já o Dicionário bíblico de Easton de 1897 identifica Calné com a moderna cidade de Nipur, um pequeno monte sublime da terra e lixo situado nos pântanos nas ribeiras à leste do Eufrates, mas à 48 quilômetros de distância do atual curso e cerca de 96 quilômetros do sudeste da Babilônia.
Uma 'Calné' também é mencionada em Amós 6:2 e alguns também têm associado este lugar com Calno (de acordo com o livro de Isaías 10:9), localizada ao norte da Síria entre Carquemis, no rio Eufrates, e Arpade próxima a Alepo. Ela é identificada por alguns eruditos em arqueologia como Kulnia, Kullani ou Kullanhu, cerca de 9,6 quilômetros de Arpade. Algumas vezes também associada com Calne é Cane, mencionada no livro de Ezequiel 27:23 como uma das cidades com as quais Tiro manteve relações comerciais.
Calné poderia ser uma das cidades de Ur, de acordo com François Lenormant, e também ter sido identificada com a atual Mugheir.